# イタルチェメンティ
イタルチェメンティ（Italcementi）は、イタリアのベルガモに本社を置くセメント会社である。セメントメーカーとしては世界第5位(2007)。ラファージュホルシム、セメックス、ハイデルベルクセメントなどと並び、セメントメジャーの一つに数えられる。2009年現在、22カ国で事業を展開し、年間セメント生産量は約7000万トンに上る。
イタリア証券取引所上場企業。企業構造としては、セメント等の事業を行うイタルチェメンティ・グループと、その親会社であるイタルチェメンティS.p.Aに分かれているが、この項では便宜上一括して取り扱う。

## 歴史[1]
- 1864年、イタリアのベルガモにて"Società Bergamasca per la Fabbricazione del Cemento e della Calce idraulica"創業。
- 1917年、"Società Anonima Fabbrica Calce e Cemento di Casale"と合併し、社名を "Società Italiana e Società Fabbriche Riunite Cemento e Calce"に変更する。
- 1925年、イタリア証券取引所（ミラノ証券取引所）に上場。
- 1927年、この時点で180万トンの生産能力を持ち、イタリアのセメント市場の44%を押さえる。社名を現在のItalcementi Spaに変更。
- 1984年、この時点で1400万トンの生産能力を持ち、6500人の従業員を抱える。
- 1992年、フランスのCiments Françaisを買収、国外への進出を本格化させる。
- 1997年、コンクリートメーカーのCalcestruzziを買収。
- 1998-2002年、モロッコ、ブルガリア、カザフスタン、タイ、インド、エジプト等へ、買収や出資によって進出する。
- 2005年、エジプトのSuez Cementを子会社化。
- 2006年、合弁会社であったインドのZuari Cementの支配権を握る。
- 2007年、中国のFuping Cementを買収し、中国市場に進出する。